# Aserbajdsjantid
Aserbajdsjantid (AZT) er standard-tidszonen for Aserbajdsjan. Den er UTC+4 hvilket vil sige at klokken i Aserbajdsjan er 4 timer efter UTC.
Den 16. juni 1930 vedtog Folkekommissærernes råd en Dekrettid indført, der medførte at alle ure i Sovjetunionen permanent blev stillet en time frem i forhold til normaltiden for hver tidszone. Dekrettiden blev afskaffet i 1990, et år før Sovjetunionens sammenbrud og Aserbajdsjans uafhængighed.
Fra 1981 indtil 2016, anvendte Aserbajdsjan sommertid (AZST) fra den sidste søndag i oktober til den sidste søndag i marts. Den 17. marts 2016 holdt Aserbajdsjan op med at anvende sommertid.